# Wander Luiz Bitencourt Junior
Wander Luiz Bitencourt Junior, meglio noto come Wander Luiz (Lamim, 30 maggio 1987), è un ex calciatore brasiliano, di ruolo centrocampista.

## Carriera

### Club
Ha giocato nella massima serie dei campionati thailandese, sudcoreano, malaysiano e saudita.